# Chaoyangopterinae
De Chaoyangopterinae zijn een groep van uitgestorven pterosauriërs behorend tot de Pterodactyloidea.
In 2014 begreep Brian Andres dat Eoazhdarcho erg basaal in de Chaoyangopteridae stond en er dus behoefte kon zijn aan een naam voor meer afgeleide vormen. In het kader van het verschaffen van een de Pterosauria volledig dekkende nomenclatuur besloot hij die te benoemen als de Chaoyangopterinae.
De klade Chaoyangopterinae werd gedefinieerd als de groep bestaande uit de laatste gemeenschappelijke voorouder van Chaoyangopterus zhangi Wang & Zhou 2002 en Shenzhoupterus chaoyangensis Lü et alii 2008; en al diens afstammelingen.
De Chaoyangopterinae ontstonden vermoedelijk vrij in het vroege Krijt; de laatste mogelijke chaoyangopterine is Microtuban die leefde in het Cenomanien. Ze bestaan uit kleine tot middelgrote vormen.